# Santa Elena (Camarines Norte)
Santa Elena é um município de  terceira classe de renda municipal (d) na província Camarines Norte, nas Filipinas. De acordo com o censo de 1 de maio  de  2020 possui uma população de 43 582 pessoas e 10 205 domicílios.